# 52e Golden Globe Awards
De 52e Golden Globe Awards werden op 21 januari 1995 uitgereikt in het Beverly Hilton Hotel in Beverly Hills (Californië). De prijsuitreiking werd gepresenteerd door John Larroquette en Janine Turner. De nominaties werden op 21 december 1994 bekendgemaakt.

## Film – winnaars en nominaties

### Beste dramafilm
- Forrest Gump
  - Legends of the Fall
  - Nell
  - Pulp Fiction
  - Quiz Show

### Beste komische of muzikale film
- The Lion King
  - The Adventures of Priscilla, Queen of the Desert
  - Ed Wood
  - Four Weddings and a Funeral
  - Prêt-à-Porter

### Beste regisseur
- Robert Zemeckis – Forrest Gump
  - Robert Redford – Quiz Show
  - Oliver Stone – Natural Born Killers
  - Quentin Tarantino – Pulp Fiction
  - Edward Zwick – Legends of the Fall

### Beste acteur in een dramafilm
- Tom Hanks – Forrest Gump
  - Morgan Freeman – The Shawshank Redemption
  - Paul Newman – Nobody's Fool
  - Brad Pitt – Legends of the Fall
  - John Travolta – Pulp Fiction

### Beste actrice in een dramafilm
- Jessica Lange – Blue Sky
  - Jennifer Jason Leigh – Mrs. Parker and the Vicious Circle
  - Jodie Foster – Nell
  - Miranda Richardson – Tom & Viv
  - Meryl Streep – The River Wild

### Beste acteur in een komische of muzikale film
- Hugh Grant – Four Weddings and a Funeral
  - Jim Carrey – The Mask
  - Johnny Depp – Ed Wood
  - Arnold Schwarzenegger – Junior
  - Terence Stamp – The Adventures of Priscilla, Queen of the Desert

### Beste actrice in een komische of muzikale film
- Jamie Lee Curtis – True Lies
  - Geena Davis – Speechless
  - Andie MacDowell – Four Weddings and a Funeral
  - Shirley MacLaine – Guarding Tess
  - Emma Thompson – Junior

### Beste mannelijke bijrol
- Martin Landau – Ed Wood
  - Kevin Bacon – The River Wild
  - Samuel L. Jackson – Pulp Fiction
  - Gary Sinise – Forrest Gump
  - John Turturro – Quiz Show

### Beste vrouwelijke bijrol
- Dianne Wiest – Bullets over Broadway
  - Kirsten Dunst – Interview with the Vampire
  - Sophia Loren – Prêt-à-Porter
  - Robin Wright – Forrest Gump
  - Uma Thurman – Pulp Fiction

### Beste script
- Pulp Fiction – Quentin Tarantino
  - Forrest Gump – Eric Roth
  - Four Weddings and a Funeral – Richard Curtis
  - Quiz Show – Paul Attanasio
  - The Shawshank Redemption – Frank Darabont

### Beste filmmuziek
- The Lion King – Hans Zimmer
  - Forrest Gump – Alan Silvestri
  - Interview with the Vampire – Elliot Goldenthal
  - Legends of the Fall – James Horner
  - Nell – Mark Isham

### Beste filmsong
- "Can You Feel the Love Tonight" – The Lion King
  - "Circle of Life" – The Lion King
  - "The Color of the Night" – Color of Night
  - "Far Longer than Forever" – The Swan Princess
  - "I'll Remember" – With Honors
  - "Look What Love Has Done" – Junior

### Beste niet-Engelstalige film
- Farinelli –  België
  - Yin shi nan nu (Eat Drink Man Woman) –  Taiwan
  - La Reine Margot (Queen Margot) –  Frankrijk
  - Trois couleurs: Rouge (Three Colours: Red) –  Polen /  Zwitserland
  - Huozhe (To Live) –  Hongkong

## Films met meerdere nominaties
De volgende films ontvingen meerdere nominaties:
| Nominaties | Film                                             | Awards |
| ---------- | ------------------------------------------------ | ------ |
| 7          | Forrest Gump                                     | 3      |
| 6          | Pulp Fiction                                     | 1      |
| 4          | Four Weddings and a Funeral                      | 1      |
| 4          | Legends of the Fall                              |        |
| 4          | The Lion King                                    | 3      |
| 4          | Quiz Show                                        |        |
| 3          | Ed Wood                                          | 1      |
| 3          | Junior                                           |        |
| 3          | Nell                                             |        |
| 2          | The Adventures of Priscilla, Queen of the Desert |        |
| 2          | Interview with the Vampire                       |        |
| 2          | Prêt-à-Porter                                    |        |
| 2          | The Shawshank Redemption                         |        |

## Cecil B. DeMille Award
- Sophia Loren

## Televisie – winnaars en nominaties

### Beste dramaserie
- The X-Files
  - Chicago Hope
  - ER
  - NYPD Blue
  - Picket Fences

### Beste komische of muzikale serie
- Mad About You
  - Frasier
  - Grace Under Fire
  - Home Improvement
  - Seinfeld

### Beste miniserie of televisiefilm
- The Burning Season
  - Fatherland
  - The Return of the Native
  - Roswell
  - White Mile

### Beste acteur in een dramaserie
- Dennis Franz – NYPD Blue
  - Mandy Patinkin – Chicago Hope
  - Jason Priestley – Beverly Hills, 90210
  - Tom Skerritt – Picket Fences
  - Sam Waterston – Law & Order

### Beste actrice in een dramaserie
- Claire Danes – My So-Called Life
  - Kathy Baker – Picket Fences
  - Jane Seymour – Dr. Quinn, Medicine Woman
  - Angela Lansbury – Murder, She Wrote
  - Heather Locklear – Melrose Place

### Beste acteur in een komische of muzikale serie
- Tim Allen – Home Improvement
  - Kelsey Grammer – Frasier
  - Craig T. Nelson – Coach
  - Paul Reiser – Mad About You
  - Jerry Seinfeld – Seinfeld
  - Garry Shandling – The Larry Sanders Show

### Beste actrice in een komische of muzikale serie
- Helen Hunt – Mad About You
  - Candice Bergen – Murphy Brown
  - Brett Butler – Grace Under Fire
  - Ellen DeGeneres – Ellen
  - Patricia Richardson – Home Improvement

### Beste acteur in een miniserie of televisiefilm
- Raúl Juliá – The Burning Season
  - Alan Alda – White Mile
  - James Garner – Breathing Lessons
  - Rutger Hauer – Fatherland
  - Samuel L. Jackson – Against the Wall

### Beste actrice in een miniserie of televisiefilm
- Joanne Woodward – Breathing Lessons
  - Kirstie Alley – David's Mother
  - Irene Bedard – Lakota Woman: Siege at Wounded Knee
  - Diane Keaton – Amelia Earhart: The Final Flight
  - Diana Ross – Out of Darkness

### Beste mannelijke bijrol in een televisieserie, miniserie of televisiefilm
- Edward James Olmos – The Burning Season
  - Jason Alexander – Seinfeld
  - Fyvush Finkel – Picket Fences
  - David Hyde Pierce – Frasier
  - John Malkovich – Heart of Darkness

### Beste vrouwelijke bijrol in een televisieserie, miniserie of televisiefilm
- Miranda Richardson – Fatherland
  - Sônia Braga – The Burning Season
  - Tyne Daly – Christy
  - Laura Leighton – Melrose Place
  - Jane Leeves – Frasier
  - Julia Louis-Dreyfus – Seinfeld
  - aurie Metcalf – Roseanne
  - Leigh Taylor-Young – Picket Fences
  - Liz Torres – The John Larroquette Show

## Series met meerdere nominaties
De volgende series ontvingen meerdere nominaties:
| Nominaties | Serie              | Awards |
| ---------- | ------------------ | ------ |
| 5          | Picket Fences      |        |
| 4          | Frasier            |        |
| 4          | The Burning Season | 3      |
| 3          | Fatherland         | 1      |
| 3          | Home Improvement   | 1      |
| 3          | Mad About You      | 2      |
| 3          | Seinfeld           |        |
| 2          | Breathing Lessons  | 1      |
| 2          | Chicago Hope       |        |
| 2          | Grace Under Fire   |        |
| 2          | Melrose Place      |        |
| 2          | NYPD Blue          | 1      |
| 2          | White Mile         |        |